# Jaren Sina
Pour les articles homonymes, voir Sina.
Jaren Sina, né le 12 mars 1994, à Figueira da Foz, au Portugal, est un joueur kosovar, ayant la nationalité américaine, de basket-ball. Il évolue au poste de meneur. Il est le fils du joueur et entraîneur de basket-ball Mergin Sina.

## Palmarès
- Champion NIT 2016
- Champion de France de Pro B en 2018 (ADA Blois Basket 41)